# António de Morais Silva
Antônio de Morais Silva (Rio de Janeiro, 1 de agosto de 1755 – Pernambuco, 11 de abril de 1824) foi um lexicólogo brasileiro.
Diplomou-se em direito civil e canónico pela Universidade de Coimbra. 
Sua principal obra é o Dicionário da Língua Portuguesa (vulgarmente referido como "Dicionário Morais"), que na sua sua edição original se intitulava Diccionario da Lingua Portugueza composto pelo Padre D. Rafael Bluteau, reformado, e accrescentado por Antonio de Moraes Silva, natural do Rio de Janeiro (Lisboa, 1789). 
O Dicionário da Língua Portuguesa é por alguns considerado "o início da dicionarística portuguesa moderna", origem e fundamento de "toda a genealogia lexicográfica desenvolvida ao longo dos últimos 200 anos" e fator de harmonia e sinergia linguísticas entre Brasil e Portugal. Todavia, como o título completo da 1.ª edição indica, do Dicionário da Língua Portuguesa teve por base o Vocabulario Portuguez, e Latino, do Padre Rafael Bluteau (publicado em 8 tomos em Coimbra e Lisboa entre 1712 e 1721 e completado com 2 tomos de Suplemento publicados em Lisboa em 1727 e 1728), obra que António de Morais Silva reformou e ampliou. A 2.ª e 3.ª edições do Diccionario (1813 e 1823) apareceram já substancialmente enriquecidas e actualizadas por António de Morais Silva, razão pela qual se passou a considerar uma nova obra. Tendo o autor falecido em 1824, a 3.ª edição, datada de 1823, foi a última da sua responsabilidade. O dicionário conservou a autoria de Morais até à última edição, a 10.ª (1949–1959), apesar dos contributos sucessivos de vários outros lexicógrafos que o foram enriquecendo e melhorando. 
Em 1788, um ano antes da primeira publicação do seu dicionário, António de Morais Silva regressara a Portugal do exílio em Inglaterra. Partira para Londres em 1779, fugindo a uma ordem de prisão da Inquisição de Coimbra, que o acusava de heresia. Foi, pois, no exílio londrino que ele adiantou boa parte do trabalho do dicionário. 
Foi o tradutor de uma História de Portugal, composta em inglês por uma sociedade de literatos, publicada em Lisboa em 1802. 
Após o seu regresso ao Brasil, por volta de 1802, Morais Silva exerceu advocacia em Pernambuco e dedicou-se à lavoura do açúcar em Muribeca (hoje parte do município de Jaboatão dos Guararapes), freguesia de que era regente. Em 1806 foi novamente alvo de investigação pela Inquisição, com base em uma denúncia oriunda de Pernambuco, mas o seu processo seria arquivado em Lisboa. 